# Municipio de Guadalupe Victoria (Durango)
El municipio de Guadalupe Victoria es uno de los 39 municipios de Durango, en el noroeste de México. La cabecera municipal se encuentra en la Ciudad Guadalupe Victoria. El municipio tiene una superficie de 767,10 km². A partir de 2020, el municipio tenía una población total de 36,695.

## Demografía

### Localidades
En el censo de 2020 el municipio de Guadalupe Victoria contaba con 36 localidades.
| Código INEGI      | Localidad                 | Población (2020) |
| ----------------- | ------------------------- | ---------------- |
| 100080001         | Guadalupe Victoria        | 18 696           |
| 100080002         | Antonio Amaro             | 3 953            |
| 100080008         | Ignacio Allende           | 2 719            |
| 100080009         | Ignacio Ramírez           | 2 511            |
| 100080004         | Felipe Carrillo Puerto    | 2 191            |
| 100080006         | General Calixto Contreras | 2 182            |
| 100080010         | José Guadalupe Rodríguez  | 1 239            |
| Otras localidades | Otras localidades         | 3 204            |
| Total municipal   | Total municipal           | 36 695           |